# Reserva Extrativista do Lago do Cuniã

Mapa mostrando a localização da RESEX Lago do Cuniã, item 22 no mapa, e outras unidades de conservação na região amazônica.

A Reserva Extrativista do Lago do Cuniã (RESEX Lago do Cuniã) é uma unidade de conservação de uso sustentável da esfera federal brasileira criada em 1999 cobrindo inicialmente uma área de 55.850 hectares do bioma amazônico no estado de Rondônia, atualmente a RESEX teve sua área ampliada para 75.876,67 hectares. Em 2018, teve seu plano de manejo aprovado pelo conselho deliberativo. O local é gerido pelo Instituto Chico Mendes de Conservação da Biodiversidade e abriga 50 famílias, cerca de 400 pessoas, cuja principal atividade econômica é a pesca. Existem ONGs que atuam no local, realizando diversas atividades, dentre elas se destaca o Núcleo de Apoio à População Ribeirinha da Amazonia (NAPRA).

## Uso de recursos
Dentro da RESEX Lago do Cuniã é liberada a pesca artesanal de pirarucu entre os meses de maio e outubro e a coleta de frutos como castanha-do-brasil e açaí entre os meses de novembro e maio.

## Documentos Jurídicos
- Decreto 3.238 de 10/11/1999 - Cria a Reserva Extrativista Lago do Cuniã.[4]
- Portaria 28 de 22/02/2002 - Proíbe a captura de determinadas espécies de peixes de acordo com tamanho mínimo e qual período do ano é permitido. [4]
- Portaria 113 de 12/02/2020 - Institui o Núcleo de Gestão Integrada - ICMBio Cuniã-Jacundá, um arranjo organizacional para gestão territorial integrada de Unidades de Conservação federais, no âmbito do ICMBio.[4]
- Portaria 1.912 22/11/2006 - Ibama cria Grupo Técnico de Trabalho - GTT Jacaré, com a finalidade de aprovar, acompanhar, discutir, avaliar e propor medidas referentes ao Plano de Ação "Jacarés de Cuniã". [4]